# Spiroctenus validus
Espèce
Synonymes
- Hermachastes validus Purcell, 1902

Spiroctenus validus est une espèce d'araignées mygalomorphes de la famille des Bemmeridae.

## Distribution
Cette espèce est endémique du Cap-Occidental en Afrique du Sud,. Elle se rencontre vers Ashton et Swellendam.

## Description
Le mâle syntype mesure 16 mm et la femelle syntype 25,5 mm.

## Publication originale
- Purcell, 1902 : New South African trap-door spiders of the family Ctenizidae in the collection of the South African Museum. Transactions of the South African Philosophical Society, vol. 11, p. 348-382 (texte intégral).